# Babos-palota
A kolozsvári Babos-palota a Kis-Szamos partján, a Híd utca 28. számon, a Széchenyi tér (Piața Mihai Viteazul) sarkán álló reprezentatív épület. A romániai műemléke jegyzékében a CJ-II-m-B-07315 sorszámon szerepel.
A kétemeletes bérházat Babos Sándor építtette 1895-96-ban. Két emeletén bérlakások, földszintjén üzletek voltak. Az épület később az erdélyi református egyház tulajdonába került. 1944-ig a palota második emeletén volt az Erdélyi Szépmíves Céh székhelye.
Az épület jelenlegi tulajdonosa, az erdélyi református egyházkerület visszaigényelte a második világháború után elkobzott ingatlant. A visszaszolgáltatásról 2003-ban született bírósági döntés, 2005-ben az egyház részben visszakapta a palotát, de néhány üzlethelyiséget és lakást közben eladtak, így a jogi eljárás folytatódik.